# 鍋島直永
鍋島 直永（なべしま なおなが）は、肥前鹿島藩の第10代藩主。佐賀藩主・鍋島直正（閑叟）の実兄である。

## 生涯
文化10年（1813年）9月29日、佐賀藩第9代藩主・鍋島斉直の十三男として生まれる。母は側室・於増の方（石井尚方の娘）。文政2年（1819年）4月15日、叔父の鹿島藩第9代藩主・鍋島直彜の養子となる。文政3年（1820年）2月17日に直彜が隠居したため家督を継ぐ。
天保10年（1839年）6月4日、家督を養子（直彜の実子）の直晴に譲って隠居した。隠居後に生まれた実子の直彬は、3代後に家督を継いで、最後の鹿島藩主となる。安政元年12月23日（1855年）に死去した。享年42。

## 系譜
父母
- 鍋島斉直（実父）
- 於増の方 ー 石井尚方の娘、側室（実母）
- 鍋島直彜（養父）

正室
- 於統、朝春院 ー 鍋島茂延の娘

側室
- 山口常福の娘
- 伊東重貞の娘

子女
- 鍋島直彬（三男）生母は朝春院（正室）
- 結 ー 鍋島直亮正室、鍋島直正の養女
- 易 ー 鍋島直紀継室、鍋島直正の養女

養子
- 鍋島直晴 ー 鍋島直彜の長男